# 切羅基縣 (北卡羅萊納州)
切羅基縣（英語：Cherokee County）是美國北卡羅萊納州最西部的一個縣。面積1,209平方公里。根據美國人口調查局2000年統計，共有人口24,298人。縣治莫菲（Murphy）。

## 历史
切羅基縣成立於1839年，它是从麦肯县的西部分裂出去的，縣名來自當地原住民切羅基族。
1861年切罗基县的东北部独立形成克莱县，1872年其东北部独立为葛蘭姆縣。

## 地理
按照美国人口调查局数据切羅基縣的总面积为1,209平方公里，其中陆地面积为1,179平方公里，水面积为30平方公里（占总面积的2.46%）。

### 自然地貌
切罗基县位于阿巴拉契亚山脉南麓，拥有多种不同的地貌。其部分地区属于切诺基国家森林。田納西河的一条支流从东南至西北流过切羅基縣。
1974年4月在美国13个州的部分地区同时受到龙卷风袭击，这是美国有记录最强的一次这样的气候现象。切羅基縣的部分地区也受破坏。

### 城镇
切羅基縣分六个城镇。

### 周围县
- 葛蘭姆縣-东北
- 麦肯县-东
- 克莱县-东南
- 尤宁县-南东南
- 凡宁县-南西南
- 波尔克县-西
- 門羅縣-西北

### 交通
切羅基縣是北卡羅萊納州上百个县中最西部的县。数条联邦和州高速公路连接切羅基縣与其周边北卡羅萊納州、佐治亚州和田纳西州的地区。
美国国道64横贯切羅基縣东西。美国国道74是一条通过切羅基縣的四股道高速公路。美国国道19和美国国道129也通过切羅基縣。

## 人口
据2000年人口普查数据切羅基縣有24,298名居民，分10,336户、7,369个家庭。人口密度为每平方公里21人。94.82%的居民是白人、1.59%是美国黑人、1.63%是美国土著人、0.28%是亚洲人、0.01是太平洋土著人、0.45%是其他种族的人。1.21%是混血儿。1.25%的人是西班牙裔或者其他拉丁人。
25.60%的户有18岁以下的孩子，58.8%的户是同居的结婚夫妇，9.3%的户是单身抚养孩子的妇女，28.7%的户不是家庭。25.7%的户是单身汉，12.5%的户中有65岁以上的老人。平均每户2.32人，每个家庭2.76人。
切羅基縣的人口年龄分布如下：20.6%的人是18岁以下，6.5%的人在18至24岁，24.4%的人在25至44岁，28.8%的人在45至64岁，19.7%的人在65岁以上。平均年龄为44岁。女对男的性别比为100：94.2，18岁以上的人的性别比为100：90.7。
切羅基縣每户的平均收入为27,992美元，每个家庭的平均收入为33,768美元。男子的人平均收入为26,127美元，女子的人平均收入为18,908美元。总人平均收入为15,814美元。约11.7%的家庭或15.3%的人口生活在贫困线以下，其中包括19.2%18岁以下的孩子和18.0%65岁以上的老人。

## 城市
- 安德鲁斯
- 莫菲